# Walhain-Saint-Paul
Walhain-Saint-Paul is een plaats in de Belgische provincie Waals-Brabant en een deelgemeente van gemeente Walhain. In de deelgemeente liggen het dorpscentrum van Walhain en de dorpen Sart-lez-Walhain, Saint-Paul en Perbais. Sart-lez-Walhain ligt anderhalve kilometer ten oosten van het centrum van Walhain, het gehucht Perbais drie kilometer ten westen, aansluitend op het centrum van Chastre.

## Geschiedenis
Bij het dorp ligt de ruïne van het 12e-eeuwse Kasteel van Walhain, mogelijk in verband te brengen met de nog oudere villa Walaham.
Op de Ferrariskaart uit de jaren 1770 zijn de dorpen Walhain, St. Paul en Sart a Walhain en het gehucht Perbais weergegeven.
Op het eind van het ancien régime werd Walhain-Saint-Paul een gemeente. In 1822 werd de gemeente Sart-lez-Walhain opgeheven en bij Walhain-Saint-Paul aangehecht.
In 1977 werd Walhain-Saint-Paul een deelgemeente van de fusiegemeente die de korte naam Walhain kreeg.
In Walhain-Saint-Paul vindt men de volgende dorpen:
- Walhain
- Saint-Paul
- Perbais
- Sart-lez-Walhain

## Demografische ontwikkeling
- Bronnen:NIS, Opm:1831 tot en met 1970=volkstellingen, 1976= inwonersaantal op 31 december

## Bezienswaardigheden
- De Église Notre-Dame in Walhain
- De Église Saint-Paul in Saint-Paul
- De Église Saint-Martin in Sart-lez-Walhain
- De Église Sainte-Thérèse de l'Enfant Jésus in Perbais

Deelgemeenten: Nil-Saint-Vincent-Saint-Martin · Tourinnes-Saint-Lambert · Walhain-Saint-Paul

Overige dorpen en gehuchten: Lérinnes · Libersart · Nil-Abbesse · Nil-Pierreux · Nil-Saint-Martin · Nil-Saint-Vincent · Perbais · Saint-Lambert · Saint-Paul · Sart-lez-Walhain · Tourinnes-les-Ourdons

Belgische gemeenten · Arrondissement Nijvel · Waals-Brabant · Wallonië